# Temporada 1993-94 de los Denver Nuggets
La temporada 1993-94 fue la decimoctava de los Denver Nuggets en la NBA, tras la fusión de la liga con la ABA, donde había jugado nueve temporadas. La temporada regular acabó con 42 victorias y 40 derrotas, ocupando el octavo puesto de la conferencia Oeste, clasificándose para los playoffs, en los que cayeron en semifinales de conferencia ante los Utah Jazz.

## Elecciones en elDraft
| Ronda | Puesto | Jugador       | Posición | Nacionalidad   | Universidad |
| ----- | ------ | ------------- | -------- | -------------- | ----------- |
| 1     | 9      | Rodney Rogers | Alero    | Estados Unidos | Wake Forest |
| 2     | 43     | Josh Grant    | Alero    | Estados Unidos | Utah        |

## Temporada regular
| División Medio Oeste   | División Medio Oeste | División Medio Oeste | División Medio Oeste | División Medio Oeste | División Medio Oeste | División Medio Oeste | División Medio Oeste | División Medio Oeste |
| Equipo                 | G                    | P                    | %                    | PD                   | Casa                 | Fuera                | Div                  |                      |
| ---------------------- | -------------------- | -------------------- | -------------------- | -------------------- | -------------------- | -------------------- | -------------------- | -------------------- |
| y-Houston Rockets      | 58                   | 24                   | .707                 | —                    | 35–6                 | 23–18                | 15–11                |                      |
| x-San Antonio Spurs    | 55                   | 27                   | .671                 | 3                    | 32–9                 | 23–18                | 16–10                |                      |
| x-Utah Jazz            | 53                   | 29                   | .646                 | 5                    | 33–8                 | 20–21                | 21–5                 |                      |
| x-Denver Nuggets       | 42                   | 40                   | .512                 | 16                   | 28–13                | 14–27                | 14–12                |                      |
| Minnesota Timberwolves | 20                   | 62                   | .244                 | 38                   | 13–28                | 7–34                 | 5–21                 |                      |
| Dallas Mavericks       | 13                   | 69                   | .159                 | 45                   | 6–35                 | 7–34                 | 7–19                 |                      |

## Playoffs

### Primera ronda
Seattle SuperSonics  vs. Denver Nuggets
| Fecha       | Partido                                    | Ciudad  |
| ----------- | ------------------------------------------ | ------- |
| 28 de abril | Seattle SuperSonics 106, Denver Nuggets 82 | Seattle |
| 30 de abril | Seattle SuperSonics 97, Denver Nuggets 87  | Seattle |
| 2 de mayo   | Denver Nuggets 110, Seattle SuperSonics 93 | Denver  |
| 5 de mayo   | Denver Nuggets 94, Seattle SuperSonics 85  | Denver  |
| 7 de mayo   | Seattle SuperSonics 94, Denver Nuggets 98  | Seattle |
|             | Denver Nuggets gana las series 3-2         |         |

### Semifinales de Conferencia
Utah Jazz  vs. Denver Nuggets
| Fecha      | Partido                           | Ciudad |
| ---------- | --------------------------------- | ------ |
| 10 de mayo | Utah Jazz 100, Denver Nuggets 91  | Utah   |
| 12 de mayo | Utah Jazz 104, Denver Nuggets 94  | Utah   |
| 14 de mayo | Denver Nuggets 109, Utah Jazz 111 | Denver |
| 15 de mayo | Denver Nuggets 83, Utah Jazz 82   | Denver |
| 17 de mayo | Utah Jazz 101, Denver Nuggets 109 | Utah   |
| 19 de mayo | Denver Nuggets 94, Utah Jazz 91   | Denver |
| 21 de mayo | Utah Jazz 91, Denver Nuggets 81   | Utah   |
|            | Utah Jazz gana las series 4-3     |        |

## Estadísticas

### Temporada regular
| Rk | Jugador         | Edad | P  | PT | MP   | TC  | TCI  | %TC  | T3  | T3I | %T3  | TL  | TLI | %TL  | RO  | RD  | RT   | AS  | RB  | TAP | BP  | FP  | PTS  |
| -- | --------------- | ---- | -- | -- | ---- | --- | ---- | ---- | --- | --- | ---- | --- | --- | ---- | --- | --- | ---- | --- | --- | --- | --- | --- | ---- |
| 1  | Bryant Stith    | 23   | 82 | 82 | 34.8 | 4.5 | 9.9  | .450 | 0.0 | 0.1 | .222 | 3.5 | 4.3 | .829 | 1.5 | 2.8 | 4.3  | 2.4 | 1.4 | 0.2 | 1.6 | 2.0 | 12.5 |
| 2  | Dikembe Mutombo | 27   | 82 | 82 | 34.8 | 4.5 | 7.8  | .569 | 0.0 | 0.0 | .000 | 3.1 | 5.4 | .583 | 3.5 | 8.4 | 11.8 | 1.5 | 0.7 | 4.1 | 2.5 | 3.2 | 12.0 |
| 3  | LaPhonso Ellis  | 23   | 79 | 79 | 34.2 | 6.1 | 12.2 | .502 | 0.1 | 0.3 | .304 | 3.1 | 4.5 | .674 | 2.8 | 5.8 | 8.6  | 2.1 | 0.8 | 1.0 | 2.2 | 3.8 | 15.4 |
| 4  | Chris Jackson   | 24   | 80 | 78 | 32.7 | 7.4 | 16.0 | .460 | 0.5 | 1.7 | .316 | 2.7 | 2.9 | .956 | 0.3 | 1.8 | 2.1  | 4.5 | 1.0 | 0.1 | 1.9 | 1.9 | 18.0 |
| 5  | Reggie Williams | 29   | 82 | 68 | 32.4 | 5.1 | 12.4 | .412 | 0.8 | 2.8 | .278 | 2.0 | 2.7 | .733 | 1.2 | 3.6 | 4.8  | 3.7 | 1.4 | 0.8 | 2.0 | 3.5 | 13.0 |
| 6  | Robert Pack     | 24   | 66 | 4  | 20.9 | 3.4 | 7.6  | .443 | 0.1 | 0.4 | .207 | 2.7 | 3.6 | .758 | 0.4 | 1.5 | 1.9  | 5.4 | 1.2 | 0.1 | 3.1 | 2.2 | 9.6  |
| 7  | Bison Dele      | 24   | 80 | 1  | 18.8 | 3.1 | 5.8  | .541 | 0.0 | 0.0 | .000 | 1.7 | 2.6 | .649 | 1.7 | 3.9 | 5.6  | 0.6 | 0.6 | 1.1 | 1.3 | 2.8 | 8.0  |
| 8  | Mark Macon      | 24   | 7  | 0  | 18.0 | 2.0 | 6.4  | .311 | 0.0 | 0.4 | .000 | 1.1 | 1.4 | .800 | 0.4 | 0.6 | 1.0  | 1.6 | 0.9 | 0.1 | 2.0 | 2.4 | 5.1  |
| 9  | Rodney Rogers   | 22   | 79 | 14 | 17.8 | 3.0 | 6.9  | .439 | 0.4 | 1.2 | .380 | 1.6 | 2.4 | .672 | 1.1 | 1.7 | 2.9  | 1.3 | 0.8 | 0.6 | 1.7 | 2.5 | 8.1  |
| 10 | Adonis Jordan   | 23   | 6  | 0  | 13.2 | 1.0 | 3.8  | .261 | 0.5 | 1.7 | .300 | 0.0 | 0.0 |      | 0.5 | 0.5 | 1.0  | 3.2 | 0.0 | 0.2 | 1.0 | 1.0 | 2.5  |
| 11 | Tom Hammonds    | 26   | 74 | 2  | 11.9 | 1.6 | 3.1  | .500 | 0.0 | 0.0 |      | 1.0 | 1.4 | .683 | 0.8 | 1.9 | 2.7  | 0.5 | 0.3 | 0.2 | 0.6 | 1.2 | 4.1  |
| 12 | Darnell Mee     | 22   | 38 | 0  | 7.5  | 0.7 | 2.3  | .318 | 0.1 | 0.6 | .208 | 0.3 | 0.7 | .444 | 0.4 | 0.5 | 0.9  | 0.4 | 0.4 | 0.3 | 0.5 | 0.9 | 1.9  |
| 13 | Jim Farmer      | 29   | 4  | 0  | 7.3  | 0.5 | 1.5  | .333 | 0.0 | 0.5 | .000 | 0.0 | 0.0 |      | 0.0 | 0.5 | 0.5  | 1.0 | 0.0 | 0.0 | 1.3 | 0.8 | 1.0  |
| 14 | Roy Marble      | 27   | 5  | 0  | 6.4  | 0.4 | 2.4  | .167 | 0.0 | 0.0 |      | 0.0 | 0.6 | .000 | 0.6 | 1.0 | 1.6  | 0.2 | 0.0 | 0.4 | 0.6 | 0.2 | 0.8  |
| 15 | Kevin Brooks    | 24   | 34 | 0  | 5.6  | 1.1 | 2.9  | .364 | 0.1 | 0.7 | .174 | 0.3 | 0.3 | .900 | 0.1 | 0.5 | 0.6  | 0.1 | 0.0 | 0.1 | 0.4 | 0.6 | 2.5  |
| 16 | Mark Randall    | 26   | 28 | 0  | 5.5  | 0.6 | 1.8  | .340 | 0.1 | 0.5 | .143 | 0.8 | 1.0 | .786 | 0.3 | 0.5 | 0.8  | 0.4 | 0.3 | 0.1 | 0.4 | 0.6 | 2.1  |
| 17 | Marcus Liberty  | 25   | 3  | 0  | 3.7  | 1.3 | 2.3  | .571 | 0.0 | 0.3 | .000 | 0.3 | 0.7 | .500 | 0.0 | 1.7 | 1.7  | 0.7 | 0.0 | 0.0 | 0.7 | 1.7 | 3.0  |

### Playoffs
| Rk | Jugador         | Edad | P  | PT | MP   | TC  | TCI  | %TC  | T3  | T3I | %T3  | TL  | TLI | %TL  | RO  | RD  | RT   | AS  | RB  | TAP | BP  | FP  | PTS  |
| -- | --------------- | ---- | -- | -- | ---- | --- | ---- | ---- | --- | --- | ---- | --- | --- | ---- | --- | --- | ---- | --- | --- | --- | --- | --- | ---- |
| 1  | Dikembe Mutombo | 27   | 12 | 12 | 42.6 | 4.2 | 9.0  | .463 | 0.0 | 0.0 |      | 4.9 | 8.2 | .602 | 3.3 | 8.7 | 12.0 | 1.8 | 0.7 | 5.8 | 2.5 | 3.5 | 13.3 |
| 2  | LaPhonso Ellis  | 23   | 12 | 12 | 36.3 | 5.7 | 11.8 | .479 | 0.3 | 0.5 | .500 | 3.2 | 4.5 | .704 | 2.3 | 5.8 | 8.1  | 2.2 | 0.8 | 0.9 | 1.6 | 3.8 | 14.8 |
| 3  | Bryant Stith    | 23   | 12 | 12 | 34.4 | 3.6 | 8.5  | .422 | 0.0 | 0.1 | .000 | 4.2 | 5.0 | .833 | 1.9 | 2.8 | 4.7  | 2.2 | 0.9 | 0.2 | 1.2 | 1.9 | 11.3 |
| 4  | Reggie Williams | 29   | 12 | 12 | 33.8 | 5.2 | 12.4 | .416 | 1.7 | 4.2 | .400 | 2.3 | 2.9 | .771 | 1.5 | 3.6 | 5.1  | 3.5 | 0.8 | 1.0 | 2.3 | 4.4 | 14.3 |
| 5  | Chris Jackson   | 24   | 12 | 12 | 28.3 | 4.8 | 12.8 | .370 | 1.0 | 3.1 | .324 | 2.4 | 2.6 | .935 | 0.3 | 1.3 | 1.5  | 2.5 | 0.4 | 0.1 | 1.2 | 2.4 | 12.9 |
| 6  | Robert Pack     | 24   | 12 | 0  | 27.7 | 4.0 | 9.8  | .407 | 0.5 | 1.7 | .300 | 3.3 | 4.6 | .709 | 0.4 | 1.9 | 2.3  | 4.3 | 1.5 | 0.5 | 3.8 | 3.4 | 11.8 |
| 7  | Bison Dele      | 24   | 12 | 0  | 24.1 | 3.5 | 6.3  | .553 | 0.0 | 0.0 |      | 2.3 | 3.4 | .659 | 2.8 | 4.7 | 7.4  | 0.9 | 0.3 | 0.9 | 1.4 | 3.0 | 9.3  |
| 8  | Rodney Rogers   | 22   | 12 | 0  | 15.8 | 1.6 | 4.1  | .388 | 0.5 | 1.6 | .316 | 1.4 | 2.3 | .630 | 0.7 | 1.1 | 1.8  | 1.3 | 0.6 | 0.5 | 0.7 | 2.1 | 5.1  |
| 9  | Darnell Mee     | 22   | 3  | 0  | 10.0 | 1.0 | 2.0  | .500 | 0.3 | 1.3 | .250 | 0.0 | 0.0 |      | 0.0 | 0.7 | 0.7  | 0.7 | 1.0 | 0.0 | 1.0 | 1.3 | 2.3  |
| 10 | Tom Hammonds    | 26   | 8  | 0  | 6.1  | 0.3 | 1.1  | .222 | 0.0 | 0.0 |      | 0.6 | 0.8 | .833 | 0.6 | 1.0 | 1.6  | 0.3 | 0.0 | 0.0 | 0.1 | 0.8 | 1.1  |
| 11 | Mark Randall    | 26   | 2  | 0  | 3.0  | 0.0 | 0.5  | .000 | 0.0 | 0.0 |      | 0.0 | 0.0 |      | 0.5 | 2.0 | 2.5  | 0.0 | 0.0 | 0.5 | 0.5 | 0.5 | 0.0  |
| 12 | Kevin Brooks    | 24   | 2  | 0  | 2.5  | 1.0 | 3.5  | .286 | 0.0 | 0.5 | .000 | 0.5 | 1.0 | .500 | 0.5 | 0.5 | 1.0  | 0.0 | 0.0 | 0.0 | 0.0 | 0.0 | 2.5  |